# Arboretum de la Grand Prée
L'arboretum de la Grand Prée nommé aussi Le Bizaretum est un arboretum sur 4 hectares créé par Norbert Menu et Line Menu en 1989 et comprend environ 2500 arbres et arbustes d'origine du monde entier. L'arboretum est situé au Tertre Rouge, dans le département de la Sarthe, au Mans, près du massif forestier de la Grande Sapinière.